# Контрреформація
Ко́нтрреформа́ція (лат. Contrareformatio, від лат. contra – проти і лат. reformatio – перетворення, виправлення) — у 1560—1648 роках релігійно-церковний рух у Європі за оновлення та реформування католицької церкви. Виник як реакція на протестантську Реформацію та поширення протестантизму. Тривала до кінця Тридцятирічної війни.[джерело?]
Також відома як Католи́цька Реформа́ція (лат. Reformatio Catholica) або Католицьке Відродження.

## Контекст
Рух за оновлення католицької церкви розпочався ще в кінці XV століття в Іспанії, коли там розпочали реформувати церковні порядки, спираючись на підтримку монархії. П'ятий Латеранський собор (1511–1517) постановив очистити католицьку церкву від зловживань. В цьому контексті виступ Мартіна Лютера у 1517 році можна трактувати як несподіваний випадок в процесі реформування церкви.[джерело?]

## Історія

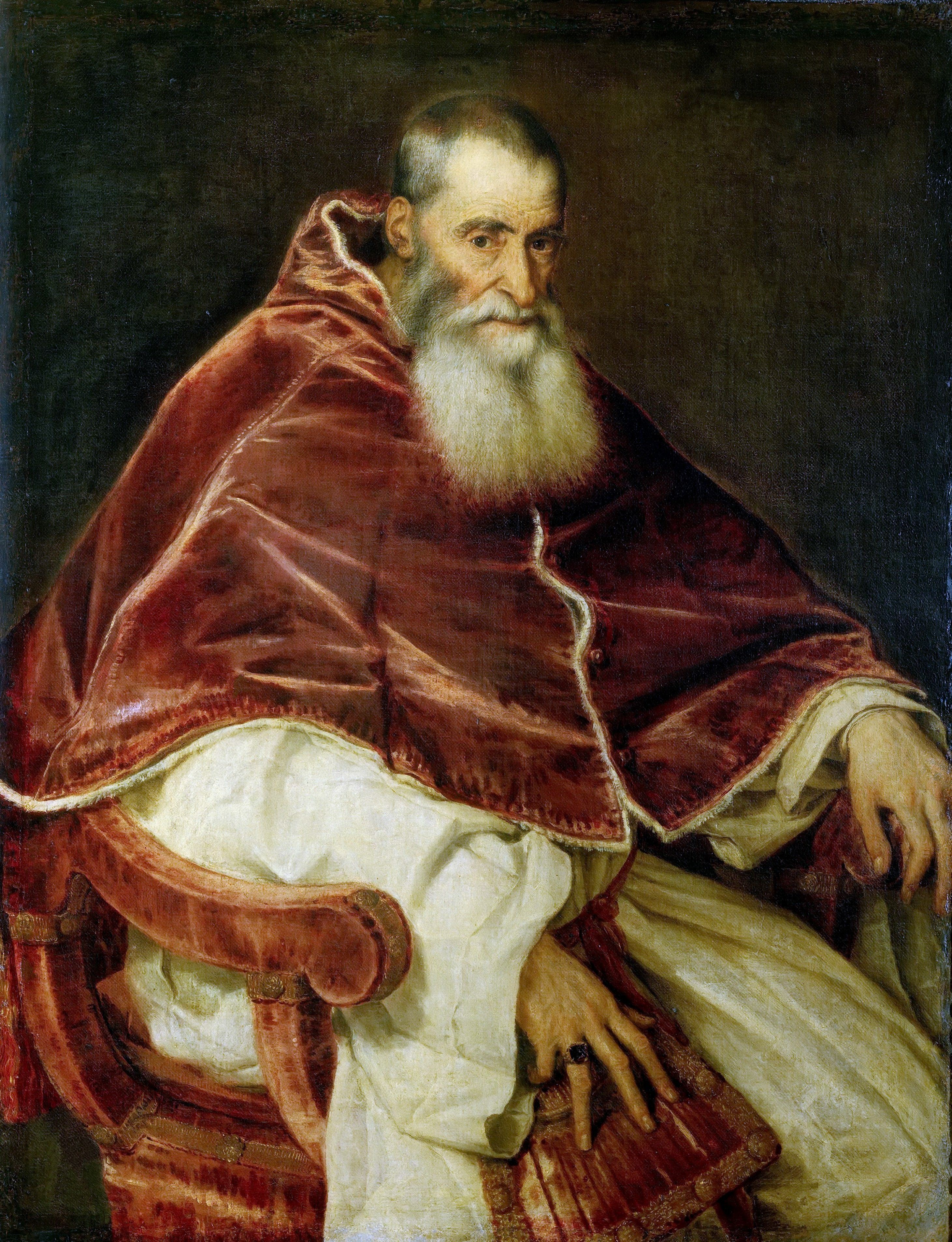
Папа Римський Павло III скликав Тридентський собор

Контрреформація була ініційована 1536 Папою Римським Павлом III, який – значною мірою під тиском імператора «Священної римської імперії германської нації» Карла V Габсбурга – створив спеціальну комісію з підготовки церковної реформи. Покликана, з одного боку, зупинити наступ протестантської Реформації, з іншого – завершити оновлення католицької церкви, розпочате чернечою реформою, англійським теологом Джоном Вікліфом (1320–1384), чеським реформатором Яном Гусом (1371–1415), флорентійським ченцем-домініканцем, релігійно-політичним діячем Джироламо Савонаролою (1452–1498), діячами «північного благочестя», а також соборним рухом. Необхідність реформи визрівала також у ході боротьби католицької церкви з середньовічними єресями (альбігойцями, вальденсами), вільнодумством Відродження та моральними наслідками Великої західної схизми (1378–1417), що була подолана на Константському соборі 1414–1418.

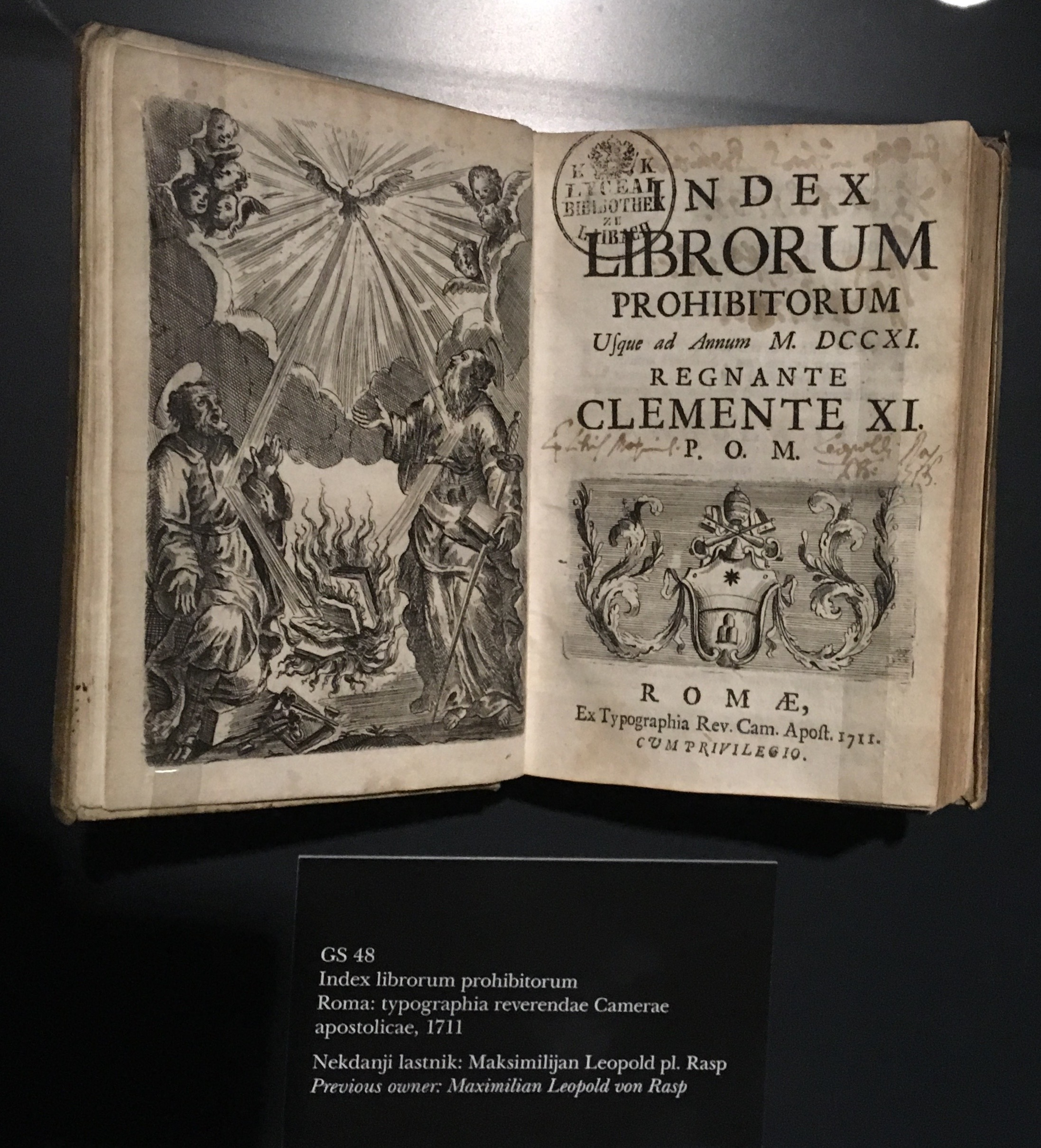
Індекс заборонених книг, видання 1711 року. На ілюстрації ліворуч: янгол приносить з неба вогонь, що спалює книжки

Синтетичний характер контрреформації зумовив різноманітність її завдань. Перше – протидія протестантизму, що призвело до активізації інквізиції (реорганізована в одну із конгрегацій католицької церкви 1542), створення неформальної антипротестантської організації «Каплиця Божественної любові» (1517–1527), затвердження статуту (1540) ордену єзуїтів («Товариство Ісуса»), котрий став ефективним засобом боротьби з протестантизмом у багатьох західно- і східноєвропейських країнах. Таку ж мету переслідувало запровадження церковної цензури – «Індексу заборонених книг» (перший список складено 1559; 1571 засновано Конгрегацію «Індексу», котра постійно доповнювала список новими виданнями; скасований 1966). Друге завдання контрреформації передбачало адекватну богословську відповідь на виклики Реформації та подолання багатьох зловживань у житті католицької церкви. Це спричинило нове осмислення нею свого доктринально-літургійного базису, вдосконалення організації, піднесення чернечого і мирянського начал, оновлення духовного життя середньовічної Європи.
Квінтесенцією контрреформації став Тридентський собор (1545–1563, з перервами), який оголосив будь-які відхилення від католицизму єрессю. Собор ухвалив декрети і канони, в яких спростовувалися головні засади протестантського вчення, що були піддані анафемі, та викладалися догмати й норми церковного життя католицької церкви. На соборі прийнято також Катехизм Тридентського собору (опублікований 1566). За вимогою папських булл, усі, хто вступали в духовне звання та переходили в католицизм з інших конфесій, або наверталися в християнство за католицьким обрядом, мали приймати сповідання як присягу і вірити, що лише одна католицька церква має спасительну силу, є матір'ю й учителькою всіх християн.
Найбільшим внеском у теорію обґрунтування католицької церкви є визначення Тридентським собором (1546) автентичності та авторитетності Вульгати (латинського перекладу Біблії), визнання двох (писемного і усного) джерел божественної істини – Св. Письма і Св. Передання, а у відповідь на доктрини Мартіна Лютера – остаточна кодифікація католицького віровчення про церкву, спасіння і таїнства. Собор відкинув спроби компромісного вирішення питань про шлюб духовенства, причащання мирян під обома видами, дав нове обґрунтування уявленням про папську зверхність, безумовний авторитет Папи у справах віри, зміцнив куріальні (див. Курія) позиції в церкві. При цьому собор застеріг від незалежного (поза церковного керівництва) вивчення мирянами Біблії. Нового обґрунтування набули вчення про чистилище, індульгенцію, транссубстанцію (перетворення), сакраментальне значення і жертовний характер меси, підтверджено канони про сповідь, необхідність поклоніння святим і реліквіям. Майже все, що протестантами було піддане критиці в католицькому віровченні і практиці, собор визнав як істинне, давши головним доктринам католицизму розгорнуту аргументацію та водночас дозволивши в деяких випадках впровадження національних мов у богослужіння. 

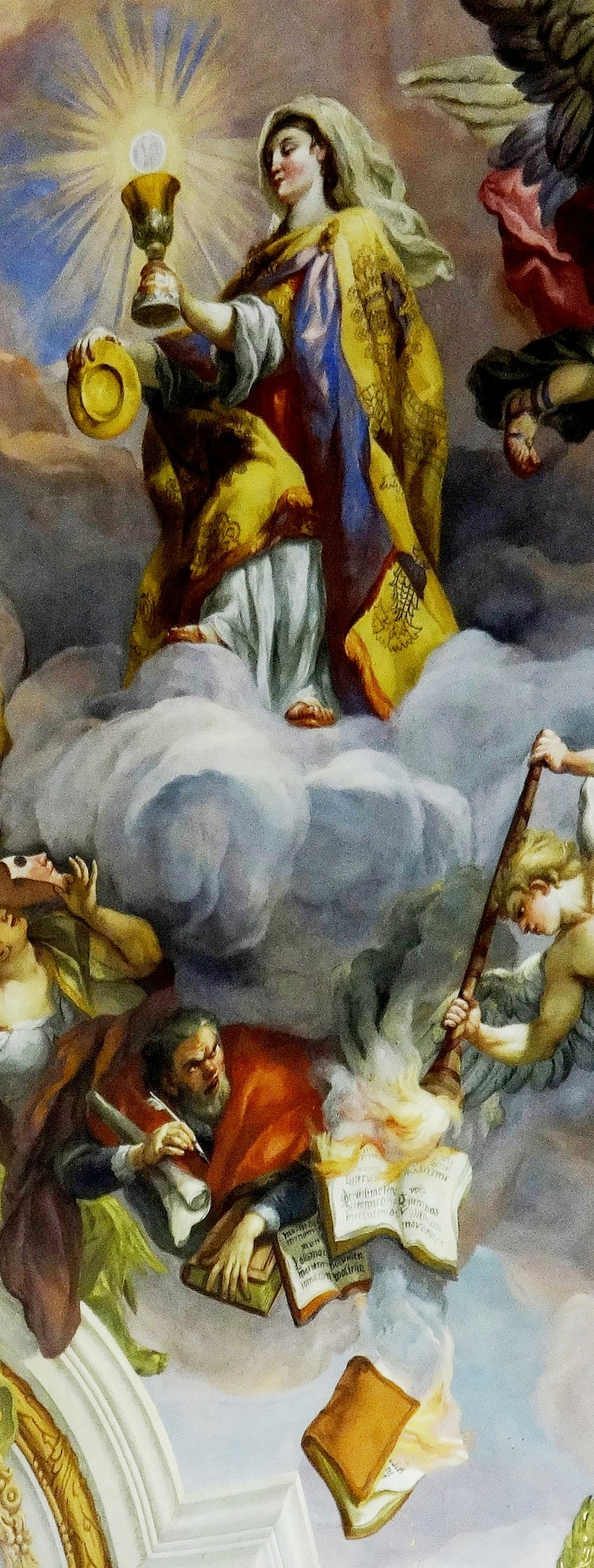
«Католицька віра перемагає протестантські ересі»; частина фрески у Церкві святого Карла Борромея, Відень

Не менш результативним виявився собор у підготовці реформи церковного життя. Було прийнято низку дисциплінарних постанов стосовно целібату, призначення та обов'язків єпископів і кліриків, оновлення духовної освіти (відкриття семінарій), діяльності чернечих орденів, піднесення морального рівня духовенства. Це сприяло посиленню ролі Апостольського Престолу в багатьох європейських країнах, передусім в Іспанії, Франції, Італії, Австрії, у південнонімецьких князівствах, Польщі, Угорщині, Чехії. (Хоча рішучий наступ на протестантизм, ініційований контрреформацією, набув подекуди жорстоких форм: Варфоломіївська ніч у Франції, 1572.) Натомість в Англії, Шотландії, а ще більше – у Скандинавії католицька церква втратила свій колишній вплив.
Контрреформація дала новий імпульс схоластичній думці (Франсиско Суарес) і водночас активізувала розвиток містичних учень (монахиня-кармелітка Тереза Авільська, Хуан де ла Крус, Ігнатій Лойола), котрі вплинули на католицьку духовність, на розвиток католицької богословської думки. Унаслідок контрреформації оновлено діяльність старих та утворено низку нових чернечих спільнот (театинці, барбаніти, капуцини, урсулинки). Найдіяльніший провідник католицької реформ Папа Римський Сикст V (1585–1590) заснував 15 конгрегацій (лат. congregatio – об'єднання, громада), або комісій, покликаних розробляти стратегію католицької церкви в зміцненні її позицій у світі та в протидії новим релігійним течіям.
У Речі Посполитій, зокрема в українських землях, контрреформація також сприяла активізації католицизму, його наступу не лише на протестантські, але й на православні церкви. Водночас у пристосуванні тут до нових суспільно-релігійних реалій католицька церква переосмислила свої схоластичні традиції, шукаючи точок зіткнення з елементами ренесансної культури. Це зумовило вплив контрреформації на розвиток шкільної освіти (єзуїтські школи, які приваблювали безоплатним навчанням і застосуванням національної мови), піднесення конфесійної полеміки (полемічна література), актуалізацію ідеї церковної унії (Берестейська церковна унія 1596, Ужгородська церковна унія 1646).

## Провідники
- Карло Борромео